# Branimir Ćosić
Branimir Ćosić (Štitar, 13 settembre 1903 – Belgrado, 29 gennaio 1934) è stato uno scrittore serbo.

## Biografia
La carriera di scolastica e universitaria di Ćosić ha incluso studi in filosofia, giurisprudenza e storia dell'arte a Belgrado, Losanna e Parigi.
Ćosić in poco più di dieci anni di attività letteraria diede alle stampe tre romanzi e tre volumi di racconti, lasciando inoltre, alla sua morte, molto materiale manoscritto.
I suoi racconti sono intrisi di sentimentalismo, e si possono considerare di un certo pregio, tra i quali si possono menzionare i Racconti su Boškoviću (Priče o Boškoviću 1924) e Le egiziane (Egipćanke 1927).
Però sono ancora più interessanti i suoi romanzi.
Già in Tregenda (Vrzino kolo, 1925), le attenzioni di Ćosić si focalizzarono sulla gioventù dorata di Belgrado, che ruota attorno alla figura di una donna emancipata.
In Due imperi (Dva carstva, 1928), lo scrittore si occupò in modo un po' convenzionale del conflitto e il contrasto fra il bene e il male.
Nell'ultimo romanzo, intitolato Campo falciato (Pokošeno polje, 1934), l'analisi degli ambienti belgradesi venne ulteriormente approfondita dall'autore, il quale, utilizzando anche molti ricordi autobiografici, mise efficacemente al confronto le ansie e le speranze del periodo prebellico con le delusioni, i cedimenti morali e spirituali del dopoguerra. Il romanzo ebbe un grande consenso e successo.
Da ricordare anche i suoi interessanti saggi critici, tra i quali Dieci scrittori, dieci conversazioni (Deset pisaca, deset razgovora).
Ćosić morì a Belgrado il 29 gennaio 1934 a causa della tubercolosi.

## Opere

### Racconti
- Racconti su Boškoviću (Priče o Boškoviću, 1924);
- Le egiziane (Egipćanke, 1927).

### Romanzi
- Tregenda (Vrzino kolo, 1925);
- Due imperi (Dva carstva, 1928);
- Campo falciato (Pokošeno polje, 1934).

### Saggi
- Dieci scrittori, dieci conversazioni (Deset pisaca, deset razgovora).